# Joe Holland (edző)
Joseph Vernon Holland (Grand Forks megye, Észak-Karolina, 1916. szeptember 7. – Portland, Oregon, 1992. január 23.) amerikai edző, 1946 és 1964 között a Portland State Vikings (korábban Vanport Vikings) atlétikai igazgatója.

## Eredményei vezetőedzőként

### Amerikai futball
| Év                                                            | Eredmény                    | Eredmény                    | Helyezés                    |
| Év                                                            | Összesített                 | Konferencia                 | Helyezés                    |
| Vanport Vikings (Független)                                   | Vanport Vikings (Független) | Vanport Vikings (Független) | Vanport Vikings (Független) |
| ------------------------------------------------------------- | --------------------------- | --------------------------- | --------------------------- |
| 1947                                                          | 1–8                         | –                           | –                           |
| 1948                                                          | 1–5–2                       | –                           | –                           |
| 1949                                                          | 5–4                         | –                           | –                           |
| Eredmény:                                                     | 7–17–2                      | –                           | –                           |
| Vanport/Portland State Vikings (Oregon Collegiate Conference) |                             |                             |                             |
| 1950                                                          | 1–5–1                       | 0–2–1                       | 3.                          |
| 1951                                                          | 3–5                         | 1–2                         | 3.                          |
| 1952                                                          | 0–9                         | 0–3                         | 4.                          |
| 1953                                                          | 5–2                         | 2–1                         | 2.                          |
| 1954                                                          | 3–5                         | 2–2                         | T–3.                        |
| Eredmény:                                                     | 12–26                       | 5–10                        | –                           |
| Összesen:                                                     | 20–42–3                     | –                           | –                           |

### Kosárlabda
| Szezon                 | Eredmény               |
| Portland State Vikings | Portland State Vikings |
| ---------------------- | ---------------------- |
| 1947–1948              | 14–5                   |

## Fordítás
- Ez a szócikk részben vagy egészben  a   Joe Holland (coach) című angol Wikipédia-szócikk ezen változatának fordításán alapul.  Az eredeti cikk szerkesztőit annak laptörténete sorolja fel. Ez a jelzés csupán a megfogalmazás eredetét és a szerzői jogokat jelzi, nem szolgál a cikkben szereplő információk forrásmegjelöléseként.